# Aniołowo (gromada)
Aniołowo – dawna gromada, czyli najmniejsza jednostka podziału terytorialnego Polskiej Rzeczypospolitej Ludowej w latach 1954–1972.
Gromady, z gromadzkimi radami narodowymi (GRN) jako organami władzy najniższego stopnia na wsi, funkcjonowały od reformy reorganizującej administrację wiejską przeprowadzonej jesienią 1954 do momentu ich zniesienia z dniem 1 stycznia 1973, tym samym wypierając organizację gminną w latach 1954–1972.
Gromadę Aniołowo z siedzibą GRN w Aniołowie utworzono – jako jedną z 8759 gromad na obszarze Polski – w powiecie pasłęckim w woj. olsztyńskim na mocy uchwały nr 23 WRN w Olsztynie z dnia 4 października 1954. W skład jednostki weszły obszary dotychczasowych gromad Aniołowo, Borzynowo, Leszczyna i Rogowo ze zniesionej gminy Marianka w tymże powiecie. Dla gromady ustalono 9 członków gromadzkiej rady narodowej.
1 stycznia 1958 do gromady Aniołowo włączono wieś Zielony Grąd ze zniesionej gromady Marianka w tymże powiecie.
31 grudnia 1960 do gromady Jelonki włączono wsie Kalsk, Łączna, Owczarnia i Krosienko ze zniesionej gromady Drużno w tymże powiecie.
Gromadę zniesiono 31 grudnia 1961, a jej obszar włączono do gromad Stegny (wsie Aniołowo, Borzynowo, Leszczyna i Rogowo oraz przysiółek Strugi) i Jelonki (wieś Zielony Grąd, PGR-y Kalsk i Owczarnia oraz przysiółek Łączna) w tymże powiecie.